# Faruk Čaklovica
Faruk Čaklovica (rođen 1953. u Zvorniku, Bosna i Hercegovina) je bosanski profesor bromatologije i bivši rektor Univerziteta u Sarajevu. Član je odbora Balkanske univerzitetske mreže 2010. Faruk je izabran za redovnog profesora Veterinarskog fakulteta Univerziteta u Sarajevu.

## Biografija
Faruk Čaklovica je rođen u Zvorniku 1953. godine. Diplomirao je veterinu na Veterinarskom fakultetu Univerziteta u Sarajevu 1977. godine, a doktorirao na istom fakultetu 1983. i 1987. godine.
Čaklovica je pohađao postdoktorske studije u Sjedinjenim Američkim Državama (1987), Danskoj (1989), Maleziji (1996), Egiptu (1999) i Nemačkoj (1999).
Čaklovica je 2001. godine stupio na dužnost dekana Veterinarskog fakulteta Univerziteta u Sarajevu do 2006. godine, kada je imenovan za rektora Univerziteta u Sarajevu. Čaklovica je autor i koautor 143 naučna i stručna rada u oblastima primenjene mikrobiologije hrane, bolesti bakterija prenosivih hranom, ljudske ishrane, higijene i tehnologije hrane.
Godine 2020. Faruk Čaklovica je proglašen za dobitnika Šestoaprilske nagrade iz oblasti nauke i obrazovanja. 
Čaklovica je oženjen i ima jedno dete.